# タイ文化センター駅
タイ文化センター駅（タイぶんかセンターえき、タイ語:สถานีศูนย์วัฒนธรรมแห่งประเทศไทย）は、タイ王国のバンコク都ディンデーン区にある、バンコク・メトロの駅である。駅番号はBL19。

## 概要
駅周辺はエスプラネード、Big C、ロビンソンなどのショッピングセンターが立ち並んでいる。ラチャダーピセーク通り沿いにある。
2022年現在建設中である■オレンジラインとの接続駅となる予定で、実現した場合は当駅が第一期開業区間（2024年以降）の起点となる。

## 駅構造
- フルスクリーンタイプのホームドア付き島式ホーム1面2線の地下駅である。

### 駅階層
| 地面    | 出入口                                             |                                                       |
| 地下1階 | 改札口階                                           | 自動券売機、自動改札口、ATM                           |
| 地下1階 | 改札口階                                           |                                                       |
| 地下2階 | コンコース階                                       | コンコース・■オレンジライン（建設中）                 |
| 地下2階 | コンコース階                                       |                                                       |
| 地下3階 | 1番線・上り■ブルーライン                           | →ラーマ9世・スクムウィット・フワランポーン方面        |
| 地下3階 | 島式ホーム（フルスクリーンタイプのホームドアあり） |                                                       |
| 地下3階 | 2番線・下り■ブルーライン                           | ←フワイクワーン・チャトゥチャック公園・バーンスー方面 |

## 駅周辺
- タイ文化センター
- Big C
  - Home Pro
  - TSUTAYA
  - 8番らーめん
  - Swensens
  - MK
  - KFC
  - Sukishi（OISHIグループ）
- ロビンソン
  - スターバックス
  - ワトソンズ
  - ミスタードーナツ
  - DHL
  - Office Deport
- 中国大使館
- 韓国大使館
- エスプラネード
- ラチャダー鉄道市場